# Solange Witteveen
Solange Marilú Witteveen (Buenos Aires, 6 febbraio 1976) è un'ex altista argentina, vincitrice della medaglia d'oro ai Giochi panamericani di Winnipeg 1999.

## Biografia
Nata a Buenos Aires, ha iniziato la sua carriera durante gli anni del liceo e si è specializzata nel salto in alto. Oltre ad aver collezionato numerosi successi in ambito regionale, come la medaglia d'oro ai Giochi sudamericani in Ecuador del 1998,, Witteveen nel corso della sua carriera ha preso a due edizioni dei Giochi olimpici a Sydney 2000 e ad Atene 2004, a tre edizioni dei Mondiali tra il 1997 ed il 2001. Ha, inoltre, vinto una medaglia d'oro ai Giochi panamericani del Canada 1998 e, l'anno successivo, una medaglia alle Universiadi di Maiorca.
Successivamente all'abbandono delle competizioni seniores del 2009, nel 2011 è diventata campionessa nel salto in alto ai Mondiali master di Sacramento e successivamente si è classificata prima nell'eptathlon (35-40 anni) ai Mondiali master di Finlandia.
Witteveen è detentrice dei record sudamericani indoor e outdoor di disciplina stabiliti rispettivamente nel 1997 e nel 2000. Nel 2001, Witteveen saltò 1,97 metri e vinse a Manaus i Campionati sudamericani, ma fallì il test anti-doping venendo azzerato il suo record, riassegnata la medaglia e squalificata per due anni.

## Palmarès
| Anno | Manifestazione             | Sede              | Evento         | Risultato | Prestazione | Note |
| ---- | -------------------------- | ----------------- | -------------- | --------- | ----------- | ---- |
| 1992 | Sudamericani allievi       | Santiago del Cile | Salto in alto  | Argento   | 1,70 m      |      |
| 1993 | Sudamericani juniores      | Puerto La Cruz    | Salto in alto  | Oro       | 1,75 m      |      |
| 1994 | Campionati ibero-americani | Mar del Plata     | Salto in alto  | 5ª        | 1,65 m      |      |
| 1994 | Sudamericani juniores      | Santa Fe          | Salto in alto  | Argento   | 1,76 m      |      |
| 1995 | Giochi panamericani        | Mar del Plata     | Salto in alto  | 7ª        | 1,75 m      |      |
| 1995 | Panamericani juniores      | Santiago del Cile | Salto in lungo | Argento   | 5,67 m      |      |
| 1995 | Sudamericani juniores      | Santiago del Cile | Salto in alto  | Argento   | 1,74 m      |      |
| 1996 | Campionati ibero-americani | Medellín          | Salto in alto  | 6ª        | 1,80 m      |      |
| 1997 | Mondiali indoor            | Parigi            | Salto in alto  | 21ª (q)   | 1,80 m      |      |
| 1997 | Sudamericani               | Mar del Plata     | Salto in alto  | Oro       | 1,89 m      |      |
| 1997 | Mondiali                   | Atene             | Salto in alto  | 16ª (q)   | 1,92 m      |      |
| 1997 | Universiadi                | Catania           | Salto in alto  | 6ª        | 1,91 m      |      |
| 1998 | Campionati ibero-americani | Lisbona           | Salto in alto  | Argento   | 1,83 m      |      |
| 1998 | Giochi sudamericani        | Cuenca            | Salto in alto  | Oro       | 1,75 m      |      |
| 1999 | Sudamericani               | Bogotà            | Salto in alto  | nm        | nm          |      |
| 1999 | Giochi panamericani        | Winnipeg          | Salto in alto  | Oro       | 1,88 m      |      |
| 1999 | Mondiali                   | Siviglia          | Salto in alto  | 30ª (q)   | 1,85 m      |      |
| 1999 | Universiadi                | Palma di Maiorca  | Salto in alto  | Bronzo    | 1,93 m      |      |
| 2000 | Campionati ibero-americani | Rio de Janeiro    | Salto in alto  | Oro       | 1,87 m      |      |
| 2000 | Giochi olimpici            | Sydney            | Salto in alto  | 20ª (q)   | 1,89 m      |      |
| 2001 | Sudamericani               | Manaus            | Salto in alto  | dq        | dq          |      |
| 2003 | Giochi panamericani        | Santo Domingo     | Salto in alto  | 7ª        | 1,80 m      |      |
| 2003 | Mondiali                   | Saint-Denis       | Salto in alto  | 18ª (q)   | 1,85 m      |      |
| 2004 | Campionati ibero-americani | Huelva            | Salto in alto  | 5ª        | 1,86 m      |      |
| 2004 | Giochi olimpici            | Atene             | Salto in alto  | 23ª (q)   | 1,89 m      |      |
| 2005 | Sudamericani               | Cali              | Salto in alto  | Argento   | 1,88 m      |      |
| 2006 | Campionati ibero-americani | Ponce             | Salto in alto  | 4ª        | 1,81 m      |      |
| 2006 | Sudamericani               | Tunja             | Salto in alto  | Argento   | 1,82 m      |      |
| 2007 | Sudamericani               | San Paolo         | Salto in alto  | Argento   | 1,81 m      |      |
| 2007 | Giochi panamericani        | Rio de Janeiro    | Salto in alto  | 8ª        | 1,81 m      |      |
| 2008 | Campionati ibero-americani | Iquique           | Salto in alto  | Argento   | 1,83 m      |      |
| 2008 | Campionati ibero-americani | Iquique           | Salto triplo   | 4ª        | 12,39 m     |      |
| 2009 | Sudamericani               | Lima              | Salto in alto  | Argento   | 1,85 m      |      |
| 2009 | Sudamericani               | Lima              | Salto triplo   | 6ª        | 12,53 m     |      |